# Exerythracris
Exerythracris is een geslacht van rechtvleugeligen uit de familie veldsprinkhanen (Acrididae). De wetenschappelijke naam van dit geslacht is voor het eerst geldig gepubliceerd in 1995 door Rowell.

## Soorten
Het geslacht Exerythracris  is monotypisch en omvat slechts de volgende soort:
- Exerythracris volcanica (Rowell, 1995)